# Motorpress

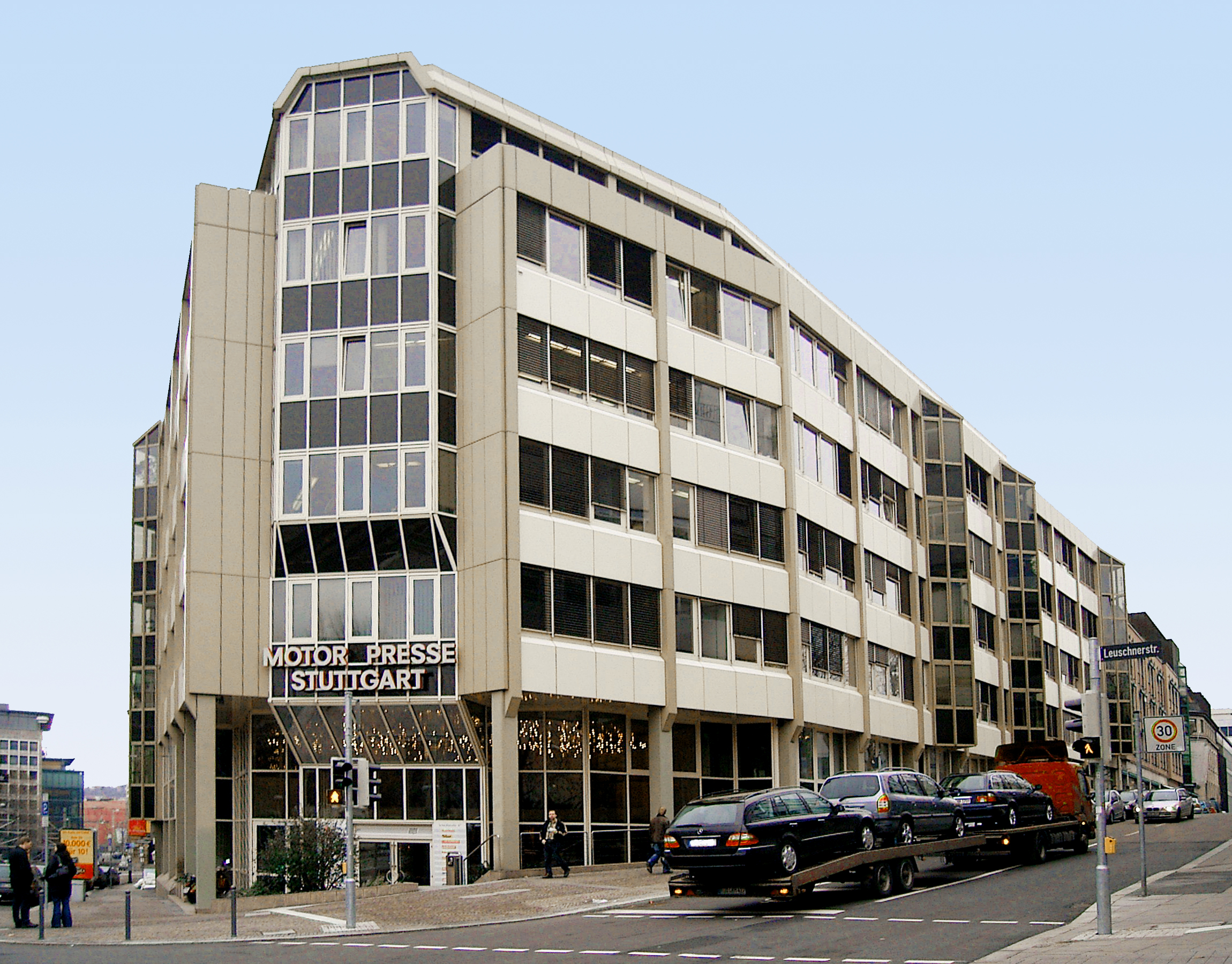
Sede de Motorpress International, en Stuttgart, Alemania.

Motorpress International es un grupo editorial del automóvil con sede en Stuttgart, Alemania. Publica desde hace más de 50 años la revista Auto Motor und Sport. En la actualidad, Motorpress International factura más de 50 000 millones de euros anuales, cuenta con más de 1600 empleados y edita más de 150 publicaciones especializadas y catálogos en un total de quince países.[cita requerida]

## Motorpress en el mundo
La expansión internacional de Motorpress se inició en 1975. Tras una primera implantación en Suiza, Motor-Presse se establece en 1979 en España y, en 1983, en Francia, sentando de este modo las bases de lo que sería Motorpress International. Hoy, el grupo editorial opera en todo el mundo a través de una organización por áreas geográficas:
- Alemania: La central de operaciones se encuentra en Stuttgart. Desde aquí, además de supervisar las actividades de todo el grupo, se gestionan directamente todas las revistas de Alemania y Suiza, entre ellas Auto y Mot de Alemania, y Auto Illustrierte y Motor Sport Aktuell de Suiza.

- Área Oeste: Su centro de gestión está en París. Tiene responsabilidad sobre las empresas francesas SETTF (Société des Éditions Techniques et Touristiques de France) y Édirégie. A ellas pertenecen las revistas francesas L'Automobile Magazine (mensual nacida en 1946), Top's Cars, Tout Terrain Magazine, Moto Journal, Moto Crampons, Camping Car y Le Caravanier.

- Área Este: Se encuentra en Budapest y su máximo responsable es Dietmar Metzger. Desde la capital húngara se gestionan las empresas de la propia Hungría y de la República Checa, Eslovaquia, Polonia y Rumanía. Como cabeceras principales cabe destacar Autó Magazin, Autópiac y Motor Revü en Hungría; Auto Magazin y Motocykl, en la República Checa; Auto, en Eslovaquia; Auto motor i sport y Motocykl, en Polonia; Auto pro y Auto Piata, en Rumanía.

- Área Sudoeste: Cuenta con Motorpress Ibérica como cabeza gestora de las empresas de la zona, que incluye España (Autopista, Automóvil-Fórmula, Sportauto, Motor Clásico, Motociclismo Panamericano), Portugal (Auto Hoje, Motor Clássico, Motociclismo), México (Automóvil Panamericano, Autoplus, Motor Clásico, Sportauto), Argentina (Auto Plus, Auto Test) y Brasil (Carro, Racing, Motociclismo).

## Historia
En 2009 la compañía realizó un ERE en la filial española. José Luis Samaranch fue sustituido como director general de Motorpress Ibérica y GPS por Maike Schlegel.
- Datos: Q429172
- Multimedia: Motor Presse Stuttgart / Q429172